# The Man with Two Faces
The Man with Two Faces är en amerikansk långfilm från 1934 i regi av Archie Mayo, med Edward G. Robinson, Mary Astor, Ricardo Cortez och Mae Clarke i rollerna. Filmen bygger på pjäsen The Dark Tower av George S. Kaufman och Alexander Woollcott.

## Handling
Skådespelaren Jessica Wells (Mary Astor) återvänder till scenen efter tre års frånvaro. Hennes vänner och familj blir chockade när hennes länge försvunna make Stanley Vance (Louis Calhern) dyker upp vid familjehemmet. Han har stort inflytande över Jessica och hon är som en zombie runt honom. Jessicas bror Damon (Edward G. Robinson) inser att Vance måste försvinna om hans syster ska kunna få sitt liv tillbaka. En plan tar form. Förklädd till den franska teaterproducenten Jules Chautard lurar Damon Vance till ett hotellrum dör han förgiftar honom. Men han lämnar spår efter sig och snart är polisen honom på spåren.

## Rollista
| Edward G. Robinson | – Damon Welles / Jules Chautard |
| Mary Astor         | – Jessica Wells                 |
| Ricardo Cortez     | – Weston                        |
| Mae Clarke         | – Daphne                        |
| Louis Calhern      | – Stanley Vance                 |
| Arthur Byron       | – Dr. Kendall                   |
| John Eldredge      | – Barry Jones                   |
| David Landau       | – Curtis                        |
| Emily Fitzroy      | – Hattie                        |
| Henry O'Neill      | – Inspector Crane               |